# Masia de Fumàs
La Masia de Fumàs era una masia del poble de Tercui, a l'antic terme de Sapeira, pertanyent actualment al municipi de Tremp.
Estava situada al fons de la vall del barranc dels Horts, un quilòmetre a ponent i més avall de Casa Fumàs, al sud-est de Tercui, però en una vall diferent d'aquell poble.